# Jeriko
För orten i Gambia, se Jeruko Wollof. För andra platser med namnet, se även Jericho.

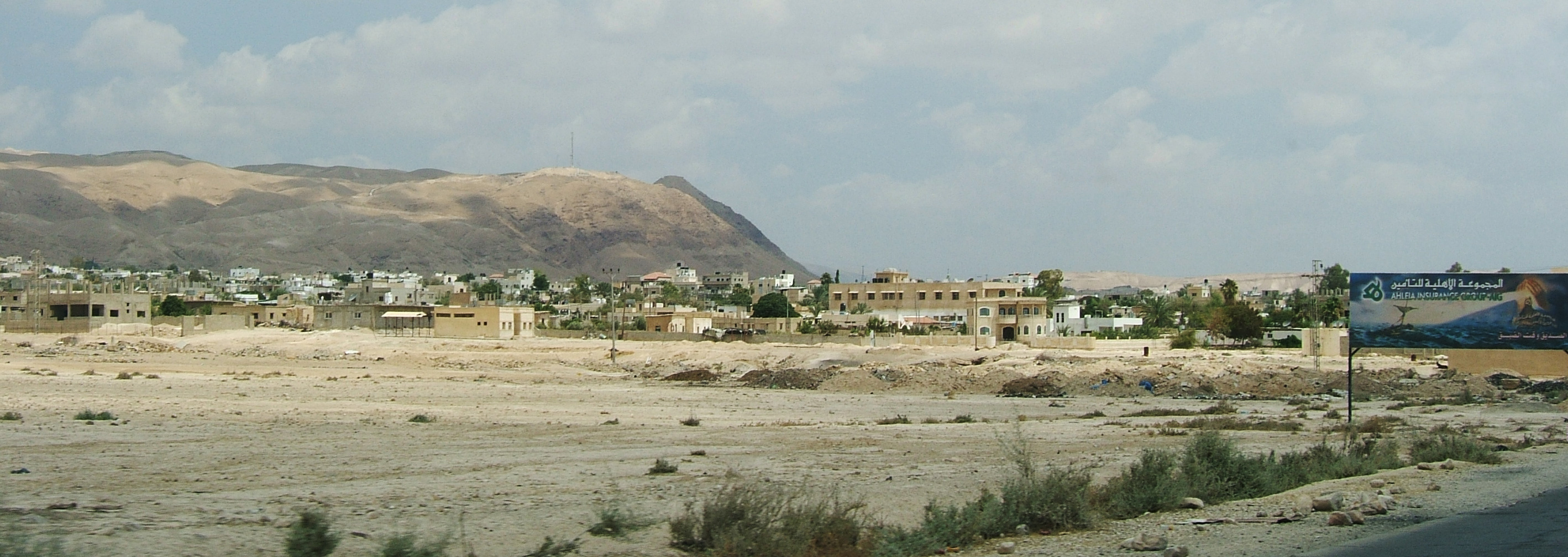
Jeriko sett från söder (2005)

Jeriko (hebreiska: יְרִיחוֹ, Yeriḥo; arabiska: أريحا, Arīḥā) är en stad i Palestina, på nuvarande Västbanken av floden Jordan. Den har ungefär 20 000 invånare och ligger 260 meter under havsytans nivå då flera jordbävningar sänkt Jordandalen i vars södra ända staden ligger.
Platsen har mycket gamla anor, och ruinkullen som man anser vara det antika Jeriko har grävts ut av arkeologer sedan 1800-talet. På 1950-talet slogs fast att staden var öde och saknade murar vid den tid (ca. 1400 f.Kr) då den omnämns i Bibeln i en dramatisk text. 
I Gamla Testamentet står att Josua och israeliterna gick ett varv runt staden i sex dagar. Först gick soldaterna sen prästerna med horn som de blåste i, sedan kom förbundsarken och sist gick resten av soldaterna. Den sjunde dagen gick de sju varv och när prästerna blåste i hornen så skrek soldaterna, och muren rasade. Därefter intog israeliterna staden. Riktigheten i denna berättelse är sedan länge avvisad av vetenskapen (se nedan). Texten skrevs ner mer än 500 år efter händelsen.
Platsen befolkades först säsongsvis av jägare inom den natufiska kulturen. Människor utifrån som hade kunskaper om stenarbete byggde sedan en befäst stad med murar. Varifrån de kom vet man inte, men norrifrån där äldre stenkulturer hittats, är en trolig hypotes. Redan 8 200 år f.Kr. fanns en stenmur på plats runt staden och genom alla årtusenden byggdes och revs många. I perioder var platsen övergiven, som när historien från Bibeln ovan skulle ha utspelat sig. Jeriko hade då troligen förstörts i mitten av 1500-talet f.Kr. vilket C14-dateringar från 1990-talet bekräftar. Möjligen brändes staden ner (ett brandlager visar detta) av egyptiska armén eller folket hyksos som fördrevs ur Egypten vid denna tid. Enstaka amerikanska religiösa vetenskapare försöker dock få Bibelns historia att falla på plats tidsmässigt.
Staden var ockuperad av Israel sedan sexdagarskriget 1967 och överlämnades till den palestinska myndigheten enligt Osloavtalet mellan Israel och PLO.

## Världsarvsstatus
Sedan 4 februari 2012 är fornlämningsområdet efter gamla Jeriko uppsatt på Palestinas tentativa världsarvslista.